# Isramco
Isramco Negev 2 LP  é uma companhia energética israelense, sediada em Petah Tikva.

## História
A companhia foi estabelecido em 1989.